# David Horovitch
David Horovitch (Londra, 11 agosto 1945) è un attore e regista britannico.

## Biografia
Horovitch nacque a Londra nel Inghilterra il 11 agosto del 1942.

## Filmografia parziale

### Attore

#### Televisione
- Miss Marple (Agatha Christie's Miss Marple) – serie TV, 3 episodi (1984-1987)
- Piece of Cake – miniserie TV, 6 puntate (1988)
- L'ispettore Barnaby (Midsomer Murders) - serie TV, episodio 10x04 (2007)
- House of the Dragon – serie TV, 4 episodi (2022)